# Октябрьский (Эртильский район)
Октябрьский — поселок в Эртильском районе Воронежской области России.
Входит в состав Первомайского сельского поселения.

## География

### Улицы
- ул. Лесная
- ул. Молодежная
- ул. Набережная
- ул. Рабочая

## Население
| 2000 | 2010 |
| ---- | ---- |
| 160  | ↘90  |